# Titanomachya
Titanomachya (podle „Války titánů“ neboli Titánomachie ve starořecké mytologii) byl rod menšího sauropodního dinosaura z kladu Titanosauria. Žil v období geologického věku maastricht před asi 72 až 68 miliony let, tedy v období pozdní svrchní křídy.

## Objev a popis
Fosilie tohoto saltasauroidního sauropoda byly objeveny v sedimentech geologického souvrství La Colonia na území argentinské provincie Chubut a mají podobu částečně dochované kostry dospělého jedince. Titanomachya patří k vůbec posledním žijícím titanosaurům (odtud rodové jméno), známým z období krátce před dopadem planetky Chicxulub a tedy i úplným koncem druhohorní éry před 66,0 milionu let. Formálně byl tento taxon popsán v dubnu roku 2024 týmem argentinských paleontologů jako Titanomachya gimenezi.

## Popis a zařazení
Titanomachya byl relativně malý sauropod o délce kolem 6 metrů a odhadované tělesné hmotnosti kolem 7800 kg. Vývojově byl příbuzný rodům Rapetosaurus, Opisthocoelicaudia a také jihoamerickým saltasauridům rodu Saltasaurus a Neuquensaurus. I další saltasauroidi byli na poměry současných živočichů velmi mohutní tvorové, na poměry titanosaurních sauropodů ale byli naopak relativně malí. Saltasaurus loricatus byl například asi 8,5 metru dlouhý a kolem 2,5 tuny vážící býložravý sauropodní dinosaurus (podle jiných odhadů však dosahoval délky až 12 metrů a hmotnosti přes 5 tun).